# Eupithecia linariata
Eupithecia linariata là một loài bướm đêm thuộc họ Geometridae. Loài này được tìm thấy ở châu Âu và từ Anatolia tới Tajikistan.

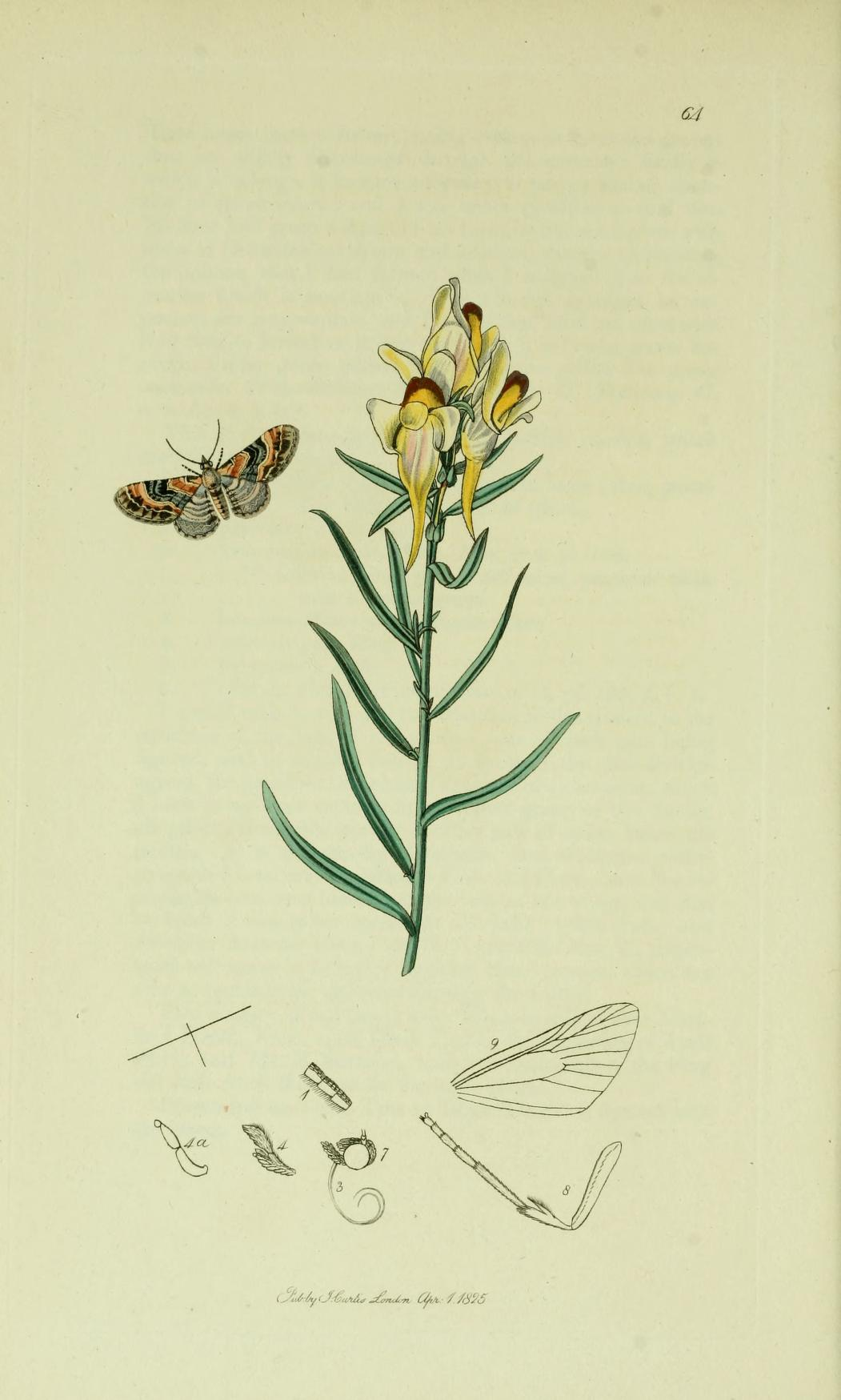
Minh họa từ John Curtis trong British Entomology Volume 6

Sải cánh dài 11–16 mm. Con trưởng thành bay từ tháng 4 đến tháng 10 tùy theo địa điểm. Có một lứa một năm.
Ấu trùng ăn các loài Linaria vulgaris và cultivated Antirrhinum. Ấu trùng được thấy từ tháng 5 đến tháng 10. Nó qua đông trong giai đoạn nhộng.

## Hình ảnh

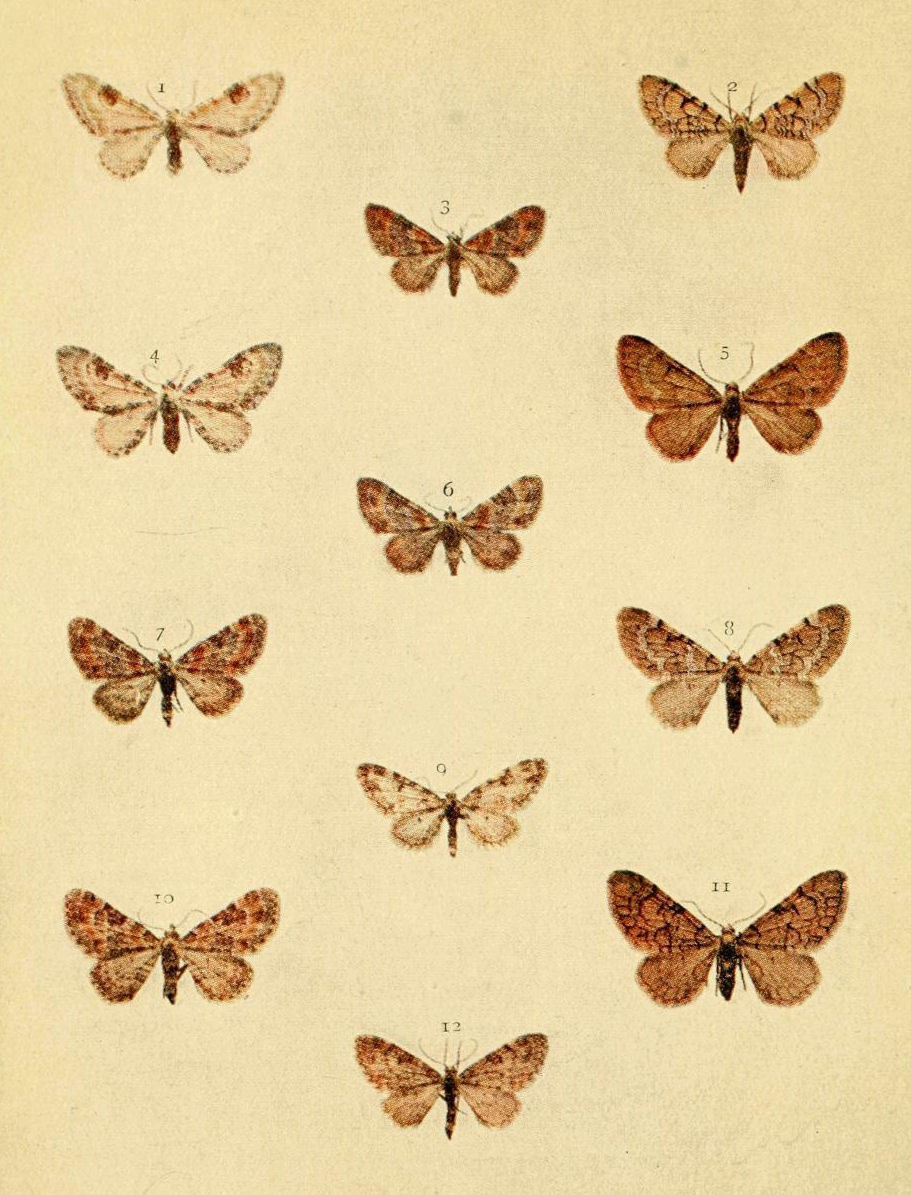